# Список эпизодов мультсериала «Утиные истории»
«Утиные истории» (англ. «DuckTales») — телевизионный мультсериал, созданный компанией Уолта Диснея. Главными героями мультсериала являются переработанные классические диснеевские персонажи: Скрудж Макдак (Scrooge McDuck) и его племянники — Билли (Хьюи), Вилли (Дьюи) и Дилли (Луи). Есть сюжетные арки: Сокровище золотых солнц #1-5, Поймай, если сможешь #36-39, Время-деньги #66-70.

## «Утиные истории» (1987-1990)
| Сезон | Сезон | Эпизоды | Эпизоды | Первоначально в эфире (США) | Первоначально в эфире (США) |
| Сезон | Сезон | Эпизоды | Эпизоды | Первый эфир                 | Последний эфир              |
| ----- | ----- | ------- | ------- | --------------------------- | --------------------------- |
|       | 1     | 65      | 65      | 18 сентября 1987            | 1 января 1988               |
|       | 2     | 10      | 10      | 24 ноября 1988              | 26 марта 1989               |
|       | 3     | 18      | 18      | 18 сентября 1989            | 11 февраля 1990             |
|       | Фильм | Фильм   | Фильм   | 3 августа 1990              | 3 августа 1990              |
|       | 4     | 7       | 7       | 10 сентября 1990            | 28 ноября 1990              |

### Первый сезон (1987—1988)
| №   | Русское название                                                            | Оригинальное название         | Сюжет | Трансляции в США |
| --- | --------------------------------------------------------------------------- | ----------------------------- | --- | ---------------- |
| 1.  | Сокровище золотых солнц, часть 1 - Не сдавать корабль!                      | Don’t Give Up the Ship        | Дональд Дак поступает на службу во флот и отправляет своих трёх племянников жить к Скруджу. Из-за жадности последнего отношения троицы с ним сразу не задаются. А тем временем некто Эль Капитано помогает братьям Гавс сбежать из тюрьмы в обмен на то, что они украдут из хранилища Скруджа... нет, не деньги, а нечто гораздо более ценное - деревянный кораблик, который, по словам Эль Капитано, на самом деле зашифрованная карта сокровищ.                                         | 18 сентября 1987 |
| 2.  | Сокровище золотых солнц, часть 2 - Нет дороги трудней, чем дорога в Ронгуэй | Wrongway in Ronguay           | Скрудж и Гломгольд заключают пари: кто за две недели на пустом месте сделает больше денег, тот выиграет, а тот, кто проиграет, съест шляпу Гломгольда. Тем временем Билли, Вилли и Дилли расшифровывают надписи на кораблике и узнают, куда нужно отправиться. Но Гломгольд и Эль Капитано тоже не сидят на месте. | 18 сентября 1987 |
| 3.  | Сокровище золотых солнц, часть 3 - Трое и кондор                            | Three Ducks of the Condor     | Скрудж, Зигзаг и Дональд отправляются в Анды, чтобы найти владельца другой монеты из клада Золотых Солнц и поговорить с ним. Проблема в том, что местные жители поклоняются этому владельцу. | 18 сентября 1987 |
| 4.  | Сокровище золотых солнц, часть 4 - Утки во льдах                            | Cold Ducks                    | Зигзаг отправляется в Антарктиду, чтобы отыскать Скруджа по сигналу поискового устройства, но в результате череды событий на борту самолёта оказываются также племянники, Поночка и миссис Клювдия. И их помощь будет очень кстати, когда выяснится, что Скрудж находится в плену у пингвинов. | 18 сентября 1987 |
| 5.  | Сокровище золотых солнц, часть 5 - И золото хорошо в меру                   | Too Much of a Gold Thing      | После всех испытаний дорога в долину Золотых Солнц наконец-то открыта, но проблемы на этом не заканчиваются. Во-первых, эта дорога буквально напичкана ловушками. Во-вторых, компанию преследует Эль Капитано. И в-третьих, Скрудж заболевает золотой лихорадкой - в буквальном смысле слова. | 18 сентября 1987 |
| 6.  | Оборотни                                                                    | Send in the Clones            | Колдунья Магика де Гипноз, намереваясь завладеть первой монетой Скруджа, превращает братьев Гавс в копий Билли, Вилли и Дилли, а себя - в копию миссис Клювдии. А тем временем к Скруджу приходит журналистка, чтобы взять у него интервью... | 21 сентября 1987 |
| 7.  | Сфинкс на память                                                            | Sphinx for the Memories       | Тайный культ почитателей фараона Великого Мямли похищает Дональда, чтобы тот стал сосудом для духа этого самого фараона. Но верховный жрец пробуждает мумию, чтобы та расправилась с Дональдом, и теперь Скруджу и племянникам предстоит выручить Дональда. | 22 сентября 1987 |
| 8.  | Куда Макдак утят не гонял                                                   | Where No Duck Has Gone Before | Недовольный низкими рейтингами и нереалистичностью телешоу о майоре Отвага (пародия на "Звёздный путь"), Скрудж решает провести масштабную перестройку. Вот только кто знал, что Винт воспримет слова о "настоящем звездолёте" буквально? В итоге майор Отвага, Зигзаг, Пупс и племянники оказываются в космосе, где сталкиваются с далеко не дружелюбными пришельцами. | 23 сентября 1987 |
| 9.  | Армстронг                                                                   | Armstrong                     | Винт создаёт робота по имени Армстронг, способного выполнить практически любое задание, от уборки дома до подготовки уроков. Скрудж и племянники вовсю этим пользуются, но робот вскоре решает, что будет работать на себя. | 24 сентября 1987 |
| 10. | Похитители Роботов                                                          | Robot Robbers                 | Гломгольд выигрывает тендер на постройку здания банка, заявив, что выполнит заказ за несколько недель при помощи новых роботов Винта, управляемых изнутри. Узнав об этом, Мамаша Гавс при помощи своих сыночков завладевает этими роботами, и они устраивают в городе настоящий погром. Скрудж и Гломгольд ищут способ обезвредить их. | 25 сентября 1987 |
| 11. | Зловещая тень Магики Де’Гипноз                                              | Magica’s Shadow War           | Магика оживляет тень, чтобы похитить заветную монетку Скруджа. Тень выходит из-под контроля, и теперь Скруджу и Магике приходится действовать заодно. | 28 сентября 1987 |
| 12. | Джинн двух господ                                                           | Master of the Djinni          | Скрудж и Гломгольд наперегонки ищут волшебную лампу с джинном, но тот отправляет соперников в прошлое. | 29 сентября 1987 |
| 13. | Отель Стрэндждак                                                            | Hotel Strangeduck             | Скрудж переделывает за́мок, когда-то принадлежавший учёному по имени Людвиг фон Стрэндждак, в отель. Но что-то тут не так: предметы летают, отовсюду слышится чей-то зловещий хохот и угрозы... Да и первые гости ведут себя очень подозрительно. | 30 сентября 1987 |
| 14. | Корона Чингисхана                                                           | Lost Crown of Genghis Khan    | Скрудж отправляется в Гималаи на поиски пропавшей короны, находящейся под охраной снежного человека. | 1 октября 1987   |
| 15. | Узник Акватраса                                                             | Duckman of Aquatraz           | Скруджа обвиняют в краже ценной картины и арестовывают. Билли, Вилли и Дилли, уверенные в невиновности Скруджа, приступают к поискам улик. | 2 октября 1987   |
| 16. | Деньги исчезают                                                             | The Money Vanishes            | Винт изобретает телепортатор, работающий вкупе со специальным аэрозолем. Узнав об этом, братья Гавс решают не упускать такой возможности украсть Скруджево состояние. | 5 октября 1987   |
| 17. | Сэр Винт Разболтайло                                                        | Sir Gyro de Gearloose         | Устав от того, что его воспринимают исключительно как "мастера по безделушкам", Винт создаёт машину времени и отправляется во времена короля Артура, чтобы стать рыцарем. | 6 октября 1987   |
| 18. | В стране динозавров                                                         | Dinosaur Ducks                | Зигзаг обнаруживает местность, в которой до сих пор живут динозавры, и Скрудж намеревается перевезти их в зоопарк. Но вот Поночке и племянникам эта идея совсем не нравится. | 7 октября 1987   |
| 19. | Герой по найму                                                              | Hero for Hire                 | Зигзаг получает предложение сняться в кино в роли героя. Вот только он понятия не имеет, что все участники съёмочной группы - братья Гавс, а съёмки на самом деле кражи. | 8 октября 1987   |
| 20. | Супер Пупс                                                                  | Superdoo!                     | Во время отдыха в летнем лагере в руки Пупса случайно попадает инопланетный артефакт, давший ему суперсилу, суперскорость и умение летать. Толстячок тут же начинает пользоваться этим, чтобы заработать как можно больше значков. А тем временем инопланетяне ищут способы забрать артефакт себе. | 9 октября 1987   |
| 21. | Девушка из легенды                                                          | Maid of the Myth              | Миссис Клювдия похищена викингами из скандинавской мифологии и Скрудж с ребятами должны ее спасти. | 12 октября 1987  |
| 22. | Скрудж разоряется                                                           | Down And Out in Duckburg      | Скрудж Макдак наслаждается своей могущественностью, не обращая внимания на проблемы друзей — он полностью забыл, что сам когда-то был бедняком и нуждался в помощи. Но, попав в аферу хитрого пройдохи Флинтера О' Вея, Макдак теряет все свое состояние. Кто же ему поможет, ведь у него теперь ни денег, ни богатых друзей. Помогут ли ему бедные друзья, которым Макдак когда-то отказал в помощи?..                                                                                   | 13 октября 1987  |
| 23. | Много шума из-за Макдака                                                    | Much Ado about Scrooge        | Бью Безпромах - самый надоедливый в мире коммивояжёр, который даже Скруджу может всучить кучу барахла! Но после его очередного визита Билли, Вилли и Дилли находят в купленном хламе нечто действительно ценное - полное собрание сочинений Вильяма Крякспира. Мало того, в одной из книг обнаруживается записка, в которой рассказывается об утерянной пьесе Крякспира. Разумеется, Скрудж и племянники тут же отправляются в путь, но и Бью, случайно заполучивший записку, не отстаёт. | 14 октября 1987  |
| 24. | Высший пилотаж                                                              | Top Duck                      | Приближается воздушный праздник, в котором будет участвовать семья Зигзага, и тот ищет способы произвести впечатление на своих родственников. В это же время братья Гавс узнают об экспериментальном самолёте "Мак-Икс", выпущенном компанией Скруджа, и решают не упускать возможности завладеть им. | 15 октября 1987  |
| 25. | Жемчужина мудрости                                                          | Pearl of Wisdom               | Двое воров продают Скруджу жемчужину, не подозревая о её истинной ценности. Узнав о её функции, они хотят вернуть её и опередить Скруджа на пути к Банановому острову. | 16 октября 1987  |
| 26. | Проклятие замка Макдак                                                      | The Curse of Castle McDuck    | Скрудж везёт племянников и Понку на свою родину в Шотландии. Но местные жители совсем не рады его приезду, а всё из-за того, что в округе появился огромный, злющий, да ещё и светящийся в темноте пёс. Скрудж берётся найти ответ на эту загадку, а заодно выяснить, за что местные друиды пригрозили его предку проклятием. | 19 октября 1987  |
| 27. | Решающая битва Зигзага                                                      | Launchpad’s Civil War         | Зигзаг из-за незнания истории согласился участвовать в постановке Великой Утинодольской битвы, в которой прапрапрадед Зигзага, генерал Рубарб Макряк, успешно выиграл (так думает Зигзаг, на самом деле все было совсем иначе). Сможет ли Зигзаг доказать, что он не неудачник и что его прадед требует к себе уважительного отношения? | 20 октября 1987  |
| 28. | Сладкоголосая утка юности                                                   | Sweet Duck of Youth           | Чтобы избежать старения, Скрудж отправляется на поиски легендарного Фонтана Молодости. Но его охраняет страшный призрак Конкистадора, который жестоко расправляется со всеми нежеланными гостями в этой местности. | 21 октября 1987  |
| 29. | Крякотрясение                                                               | Earth Quack                   | Скруджу снятся кошмары о землетрясениях под деньгохранилищем. Пытаясь принять меры, он попадает под землю и выясняет, кто стоит за подземными толчками. | 22 октября 1987  |
| 30. | С возвращением, милый Гомер!                                                | Home Sweet Homer              | Ища древний город Итакряк, Скрудж и племянники попадают в прошлое из-за заклинания колдуньи Цирцеи. Вместе с Гомером (племянником того самого Одиссея) они отправляются в Итакряк, чтобы найти способ вернуться домой, но и Цирцея не дремлет. И путь в Итакряк сам по себе окажется далеко не простым. | 23 октября 1987  |
| 31. | Загадки Бермудского треугольника                                            | Bermuda Triangle Tangle       | Скрудж стремится выяснить, почему его корабли исчезают в Бермудском треугольнике. | 26 октября 1987  |
| 32. | Утки-малютки из космоса                                                     | Micro Ducks from Outer Space  | Маленькие утки из космоса прилетают на Землю, чтобы пополнить запасы продовольствия, используя луч, позволяющий уменьшать и увеличивать предметы. По случайности пришельцы оставляют луч у Скруджа, и тот, пытаясь увеличить золотой самородок, случайно уменьшает себя и племянников до размера муравьёв. | 27 октября 1987  |
| 33. | Возвращение на Клондайк                                                     | Back to the Klondike          | В День Святого Валентина Скрудж едет на Клондайк, где он добывал золото вместе со своей возлюбленной Золотко Голди. | 28 октября 1987  |
| 34. | Лошадкины штучки                                                            | Horse Scents                  | Гломгольд и Скрудж участвуют в знаменитых лошадиных скачках Кэндаки. Если лошадь Гломгольда придет первой, то он наконец-то станет богатейшим селезнем во вселенной, поэтому он не упускает ни одного шанса, чтобы помешать Скруджу выиграть. | 29 октября 1987  |
| 35. | Любимец Скруджа                                                             | Scrooge’s Pet                 | Скрудж так много беспокоится о сохранности денег, что племянники решают подарить ему то, что будет отвлекать от подобных мыслей - домашнего питомца. К несчастью, на шею зверька случайно попадает медальон, в котором записан единственный код от сейфа Скруджа. | 30 октября 1987  |
| 36. | Поймай, если сможешь, часть 1 - Дело — труба                                | A Drain on the Economy        | Братья Гавс похитили деньги Скруджа по просьбе его главного конкурента Флинтхарда Гломгольда. Похитили как раз тогда, когда Скрудж вступил с Гломгольдом в состязание, которое поможет наконец решить — кто же из них богаче. Неужели теперь самым богатым селезнем на свете станет злейший враг Скруджа? | 2 ноября 1987    |
| 37. | Поймай, если сможешь, часть 2 - Рыба-кит большие хлопоты сулит              | A Whale of a Bad Time         | Скрудж под видом перевозки мороженого на своих кораблях на самом деле перевозит свое состояние. Но в море появляется огромный кит-убийца, который потопляет корабль Макдака с половиной его сокровищ. Неужели это опять происки Гломгольда, который по-прежнему хочет выиграть состязание? | 3 ноября 1987    |
| 38. | Поймай, если сможешь, часть 3 - Утки-аквалангисты                           | Aqua Ducks                    | Так как состояние Скруджа утонуло в самой глубокой Марианской впадине, утки отправляются в подводное царство, где попадают в плен к местным подводным жителям. Сможет ли Скрудж справиться с жителями затонувшей Атлантиды и вернуть свое сокровище, ведь ему оно, ой, как нужно, для состязания! | 4 ноября 1987    |
| 39. | Поймай, если сможешь, часть 4 - Кто богаче?                                 | Working for Scales            | Из-за невнимательности Дилли, Вилли и Билли, братья Гавс засекли передвижение Скруджа по воздуху к месту проведения оценки состояния. Засекли и украли его деньги. Ну, теперь Скрудж сможет выиграть только в том случае, если найдет легендарное сокровище Атлантиды, иначе самым богатым селезнем во Вселенной станет Флинтхард Гломгольд! | 5 ноября 1987    |
| 40. | Удивительное приключение на море                                            | Merit-time Adventure          | В море появляется огромный морской змей, который потопляет корабли и поедает уток. Скрудж с ребятами отправляются на место происшествия, чтобы все выяснить. Но они даже и не подозревают, насколько опасным окажется это приключение. | 6 ноября 1987    |
| 41. | Погоня за золотым руном                                                     | The Golden Fleecing           | Скрудж Макдак находит в книге о Золотом Руне упоминание о гарпиях, которые напали на самолёт Зигзага, и отправляется на его поиски. | 16 ноября 1987   |
| 42. | Утки на Диком Западе                                                        | Ducks of the West             | Нефтяные скважины, которыми владеет Скрудж, неожиданно высыхают, и Скрудж с племянниками едут в Техас. Пока Скрудж пытается выяснить, в чём дело, Билли, Вилли и Дилли отправляются в заброшенный городок неподалёку, в котором, кажется, живёт настоящий и очень кровожадный призрак... | 17 ноября 1987   |
| 43. | Ускоритель времени                                                          | Time Teasers                  | Винт изобретает Ускоритель времени, благодаря которому его обладатель движется так быстро, что все остальные для него выглядят неподвижными. Билли, Вилли и Дилли одалживают Ускоритель, чтобы успеть сделать дела и посмотреть матч, и предотвращают неожиданное ограбление братьев Гавс. Вот только он затем попадает в руки к самим братьям Гавс... | 18 ноября 1987   |
| 44. | В австралийской глубинке (В далёкой Австралии)                              | Back Out in the Outback       | На ранчо Скруджа в Австралии, в котором разводят овец, стали нападать маленькие летающие тарелки. На самом ли деле это НЛО-неуловимки или же происки различных проходимцев, захотевших заполучить себе ранчо Скруджа?.. Утятам остается только один способ узнать это — отправиться самим в дикие заросли Австралии. | 19 ноября 1987   |
| 45. | В поисках пропавшей арфы                                                    | Raiders of the Lost Harp      | Скрудж завладевает волшебной арфой, способной распознавать ложь. Вот только за ней охотятся ещё двое: Магика де Гипноз и гигантский оживший минотавр, охранявший арфу. | 20 ноября 1987   |
| 46. | Утка что надо                                                               | The Right Duck                | Скруджу надоели бесконечные аварии Зигзага, поэтому он его в очередной раз уволил. Зигзаг, чтобы доказать, что он чего-то стоит, решает стать космонавтом. А им для своих тестов и экспериментов как раз и нужен самый глупый космонавт, который будет глупее даже мартышки. Хотя, кто знает, может именно Зигзаг спасет мир от нападения марсиан?.. | 23 ноября 1987   |
| 47. | Скруджерелло                                                                | Scroogerello                  | Сюжет этой серии - сон заболевшего Скруджа, пародирующий известные сказки, в том числе "Золушку": в роли Золушки оказывается сам Скрудж, злыми сводными сёстрами (в данном случае братьями) становятся братья Гавс, злой мачехой/отчимом - Гломгольд, миссис Клювдия и Поночка становятся феями, Золотко - принцессой, Зигзаг - принцем-лягушкой, а вот в роли туфельки выступает золотой цилиндр.                                                                                        | 24 ноября 1987   |
| 48. | Агент-утка два нуля                                                         | Double-O-Duck                 | Зигзаг Макряк настоящая находка для секретных спецслужб — ведь он выглядит точь-в-точь, как опасный шпион Бруно, который работает на жуткого Доктора Бяку, решившего уничтожить денежные запасы всех стран. Поэтому Зигзагу ничего не остается, как только надеть парик, завести мотор своей чудо-машины и отправиться на встречу с опасностями, и все для того, чтобы спасти мир. | 25 ноября 1987   |
| 49. | За богатством в страну гномов                                               | Luck o' the Ducks             | Узнав от случайно попавшего в посылку лепрекона о золотом кладе, Скрудж отправляется в Ирландию, чтобы завладеть им. Вот только лепреконы не намерены отдавать своё золото просто так. | 26 ноября 1987   |
| 50. | Дакворт взбунтовался                                                        | Duckworth's Revolt            | Дакворт, всегда спокойный и уравновешенный дворецкий Скруджа, вместе с ребятами попадает в плен к космическим завоевателям. Теперь судьба Вселенной и самих уток зависит только от Дакворта. Но сможет ли он перебороть свою врожденное спокойствие и нерешительность и восстать против инопланетян?.. | 27 ноября 1987   |
| 51. | Волшебное зеркало                                                           | Magica’s Magic Mirror         | Магика подсунула Скруджу якобы волшебное зеркальце, которое может предсказывать будущее, стоит только спросить у него. | 30 ноября 1987   |
| 51. | Чур, я не играю                                                             | Take Me Out of the Ballgame   | Команда по бейсболу, в которой участвуют Билли, Вилли и Дилли, играет против Малышей Гавс. Но тренером придётся побыть... Дакворту, который поначалу не видит разницы между бейсболом и крикетом. | 30 ноября 1987   |
| 52. | Утята в будущем                                                             | Duck to the Future            | Магика отправляет Скруджа в будущее, в котором она успешно завладела его первой монетой и стала владелицей его компании. | 1 декабря 1987   |
| 53. | Король джунглей                                                             | Jungle Duck                   | Скрудж Макдак в поисках большого серебряного рудника отправляется в Бонго-Конго, в Африку. По пути миссис Клювдия рассказывает ребятам о том, как 20 лет назад в этих местах пропал отпрыск одной королевской семьи, нянькой которого она была. Однако оказывается, что в джунглях не так уж и безопасно — за утками по пятам следует Призрак — дух джунглей, впоследствии оказывающийся тем самым принцем.                                                                               | 2 декабря 1987   |
| 54. | Первая авария Зигзага                                                       | Launchpad’s First Crash       | Попав в очередную аварию, Скрудж и Зигзаг вспоминают о том, как произошла их самая первая авария, во время которой они случайно пролетели через центр Земли, попали в плен к туземцам и нашли алмазный город. | 3 декабря 1987   |
| 55. | При удаче гривенника хватит                                                 | Dime Enough for Luck          | Глэдстоун Гусак - самый большой везунчик в мире, привыкший, что ему буквально всё достаётся просто так. Но когда Магика хитростью заставляет его украсть первую монету Скруджа, его везения как не бывало! | 4 декабря 1987   |
| 56. | Железная маска                                                              | Duck in the Iron Mask         | Скрудж с племянниками едут навестить старого друга Макдака, наследного принца. По прибытии оказывается, что тот изменился до неузнаваемости. | 7 декабря 1987   |
| 57. | Неуязвимый великан                                                          | The Uncrashable Hindentanic   | Скруджу всегда удавалось невозможное — даже из кучи старых покрышек для машин он знает, как сколотить состояние. Вот и на этот раз ему удалось сделать невозможное — он поднял в воздух старый дирижабль — а это значит, что Макдак выиграет целый миллион долларов у Гломгольда! Но все ли пройдет гладко, ведь Гломгольд упорно старается помешать Скруджу?.. | 8 декабря 1987   |
| 58. | Чистолюбцы                                                                  | The Status Seekers            | Скрудж понимает: чтобы иметь богатых клиентов, он должен вести себя, как богатый — то есть тратить деньги налево и направо, «жить на широкую ногу». Но представители высшего общества не принимают его в свой круг, а также в Клуб Снобов. Но все может поменяться, если Макдак найдет раритетную маску Куту-лулу — тогда он сам станет почетным президентом Клуба Снобов, но для этого ему придется отказаться от своих друзей и привычек.                                               | 9 декабря 1987   |
| 59. | Ни капельки не страшно (Без страха и упрёка)                                | Nothing to Fear               | У всех есть свои страхи, и утята не исключение. Поэтому Магика де Гипноз, злая колдунья, чтобы завладеть первой монетой Скруджа Макдака, которая сделает колдунью самой могущественной на свете, воплощает все самые страшные кошмары уток в жизнь — будь то кредиторы, злодей из компьютерной игры или школьный хулиган. Смогут ли утята справиться со своими страхами?.. | 14 декабря 1987  |
| 60. | Доктор Джекилл и мистер Макдак                                              | Dr. Jekyll & Mr. McDuck       | Скрудж покупает на аукционе эликсир доктора Джекилла, от запаха которого возникает желание разбрасываться деньгами, и попадает под его влияние. Билли, Вилли и Дилли идут за помощью к знаменитому детективу по имени Шерлок Пёс. | 23 декабря 1987  |
| 61. | Дело о десяти центах (Заветная монетка)                                     | Once upon a Dime              | Скрудж вспоминает о молодости и рассказывает о том, как нажил богатство. | 24 декабря 1987  |
| 62. | Повсюду шпионы                                                              | Spies in their Eyes           | Дональд Дак попался в лапы к отпетым мошенникам-гипнотизерам, которые заставили его украсть секретную подводную лодку — разработку корпорации Скруджа Макдака. Скруджу с ребятами придется очень потрудиться, чтобы оправдать Дональда перед его начальством за шпионаж и измену родине и поймать настоящих преступников. | 25 декабря 1987  |
| 63. | Свистать всех наверх                                                        | All Ducks on Deck             | Дональд Дак очень хочет, чтобы его племянники гордились им, поэтому он приврал им о своих заслугах на службе. Утята все прекрасно понимают и решают «помочь» ему во время учебных маневров. Но кто поможет схватить настоящих преступников, которые украли с корабля новый самолет-невидимку?.. | 30 декабря 1987  |
| 64. | Марафон фильмов ужасов (Просто кошмар и жуть)                               | Ducky Horror Picture Show     | В Даксбурге открылся новый кинотеатр Скруджа Макдака, в котором показывают самые страшные и прибыльные ужастики; по городу ходят актеры, переодетые в монстров и рекламируют кинотеатр. Однако, когда в городе появляются настоящие монстры и начинают крушить все вокруг, на них никто не обращает внимания, думая, что все это проделки Макдака, продолжающего рекламировать свои фильмы. Сможет ли он один справиться с монстрами?                                                     | 31 декабря 1987  |
| 65. | Племянники против Купидона (Пока племянники не разлучат нас)                | Till Nephews Do Us Part       | Скрудж очарован миллиардершей по имени Миллионера ван дер Бакс и совершенно не замечает, что её интересуют только его деньги. К счастью, Билли, Вилли, Дилли и Поночка не собираются это так оставлять. | 1 января 1988    |

### Второй сезон (1988—1989)
| №                    | Русское название                                            | Оригинальное название            | Сюжет | Трансляции в США |                |
| Время - деньги       | Время - деньги                                              | Время - деньги                   | Время - деньги | Время - деньги   | Время - деньги |
| -------------------- | ----------------------------------------------------------- | -------------------------------- | --- | ---------------- | -------------- |
| 66.                  | Засекаем время (Шаг вперёд и сто назад)                     | Marking Time                     | Скрудж Макдак покупает у Гломгольда с виду ненужный, заброшенный остров. Однако Гломгольд и не подозревал, что в пещерах этого острова находятся залежи алмазов. При помощи братьев Гавс и небольшой хитрости Флинтхард Гломгольд отбирает остров вместе со всеми алмазами обратно. Теперь Скруджу и ребятам остается только отправиться обратно в прошлое, чтобы изменить будущее. Однако они и не подозревали, что попадут на миллион лет назад — прямиком к динозаврам и пещерным уткам.                                                   | 24 ноября 1988   |                |
| 67.                  | Селезень, который мог стать королём (Венценосный троглодит) | The Duck Who Would Be King       | Вместо того, чтобы вернуться из прошлого обратно в Дакбург, утки вместе с пещерным утенком Бабби случайно попадают в некое королевство в Азии, в котором правит жестокий тиран. Сами того не подозревая, утки узнают, что им судьбой предназначено помочь жителям этого королевства. | 24 ноября 1988   |                |
| 68.                  | Бабби в опасности (Тридцать три несчастья)                  | Bubba Trubba                     | После опасных приключений в прошлом Скрудж Макдак с утятами возвращается домой в Даксбург. Однако на борту машины времени оказался пещерный утенок Бабби, которому в будущем явно не место, ведь он всем вокруг приносит только одни неприятности, в особенности Макдаку. Но Скрудж и не подозревал, что сделал дыру в истории, увезя с собой Бабби — теперь это может грозить Макдаку потерей всего состояния. | 24 ноября 1988   |                |
| 69.                  | Утиный переполох (В бега)                                   | Ducks on the Lam                 | У Скруджа одни неприятности — Братья Гавс пробрались в его деньгохранилище, Макдак потерял доступ в свои банки и в итоге попал в каталажку. Старый Макдак во всех своих бедах винит пещерного утенка Бабби. Однако потом Скрудж понимает, что Бабби желает ему только добра и готов пойти ради него на все! Теперь Макдаку надо выбраться из тюрьмы, вернуть свое состояние, разобраться с Гломгольдом и братьями Гавс, а также отправить Бабби обратно в прошлое, ведь в сумасшедшем Даксбурге ему не место. Успеет ли он сделать все это?.. | 24 ноября 1988   |                |
| 70.                  | Пещера Али-Баббы                                            | Ali Bubba’s Cave                 | У Скруджа осталось еще совсем чуть-чуть времени, чтобы слетать на остров с алмазами и расплатиться с Флинтхардом Гломгольдом — однако из-за коварства Гломгольда и братьев Гавс сделать это будет очень непросто. Бабби же возвращается на машине времени к себе домой в прошлое, однако ему очень не хватает Скруджа и утят — поэтому он решает вернуться обратно в наше время. Тем более уткам помощь Бабби сейчас как раз не помешает! | 24 ноября 1988   |                |
| Супер Утиные истории |                                                             |                                  | |                  |                |
| 71.                  | Текущий счёт (Концы в воду)                                 | Liquid Assets                    | Братья Гавс, чтобы подарить своей маме на день рождения денежный бункер Макдака, провернули хитрую аферу, и теперь Скруджу надо переместить свой огромный банк в другое место, а для этого ему нужен новый бухгалтер, которым становится простоватый Фэнтон Крякшелл. Первое, что он сделал, так это поместил все деньги Скруджа на дно озера, чтобы они не пострадали при перевозке. А это как раз на руку братьям Гавс. Неужели Скрудж потеряет все свое состояние из-за ошибки нового горе-помощника?..                                    | 26 марта 1989    |                |
| 72.                  | Замороженный счёт (Замороженные активы)                     | Frozen Assets                    | Фэнтон все-таки придумал, как вернуть деньги Скруджа Макдака обратно! И теперь самый богатый селезень в мире хочет быть уверенным, что на этот раз к его денежному бункеру не попадет ни один посторонний, поэтому просит Винта Разболтайло, чтобы тот сделал ему самого лучшего робота-сторожа. Однако новый робот не пускает к банку не только посторонних, но и самого Скруджа. Теперь Винт вынужден сделать нового робота, а лучше новый костюм робота, надев который любая утка превращается в суперутку!                                | 26 марта 1989    |                |
| 73.                  | Приключения Утко-робота (Технодак)                          | Full Metal Duck                  | Надев робокостюм, Фэнтон Крякшелл из обыкновенного счетовода превратился в нового Дакбургского героя! Если где-нибудь случилась какая-нибудь передряга, Уткоробот Гизмо спешит на выручку, но мамаша Гавс вместе со своим умным сынком Мегабайтом придумали, как можно управлять Уткороботом на расстоянии. Теперь под управлением семейки Гавс Гизмо встал на преступный путь — грабит банки, прохожих, детей и даже своего бывшего работодателя — Скруджа!..                                                                                | 26 марта 1989    |                |
| 74.                  | Клуб миллиардеров братьев Гавс (Клуб милли-бигллионеров)    | The Billionaire Beagle Boys Club | Вся семейка Гавс, благодаря пульту управления от Уткоробота, превратились в миллиардеров, а Скрудж в нищего. Однако Макдак не собирается так просто сдаваться, поэтому после парочки неудачных попыток вернуть деньги он оказывается в каталажке. Утята ухитрились завладеть пультом управления от Уткоробота и помогли Скруджу выбраться из заточения. Но мамаша Гавс не собирается так легко отдавать честно украденные деньги Скруджа, и в итоге весь денежный бункер оказывается на дне океана. Тут уже и Уткоробот Гизмо не поможет.     | 26 марта 1989    |                |
| 75.                  | Спасти деньги (Сквозь огонь и воду)                         | Money to Burn                    | Мамаша Гавс, убегая от преследования, потопила денежный бункер Макдака, и теперь Скруджу приходится отправиться на самое дно океана, чтобы вернуть свое хранилище, но внезапно прямо перед клювом Макдака его опять крадут — на этот раз... инопланетяне! Теперь уткам придется отправиться в космическое путешествие, чтобы вернуть состояние Скруджа, но это приключение оказывается настолько тяжелым и опасным, что сам Фэнтон Крякшелл в своем новом костюме Уткоробота не может помочь справиться с роботами-инопланетянами.            | 26 марта 1989    |                |

### Третий сезон (1989—1990)
| №   | Русское название                                            | Оригинальное название                 | Сюжет | Трансляции в США |
| --- | ----------------------------------------------------------- | ------------------------------------- | --- | ---------------- |
| 76. | Страна Тра-ля-ля (Земля Тра-ля-ля)                          | The Land of Trala La                  | У Скруджа начинаются приступы, вызванные его волнением из-за денег, и ему рекомендуют отправиться в страну Тра-ля-ля - единственное место в мире, где о деньгах даже не знают. Но кто бы мог подумать, что одна жестяная крышечка от пузырька выписанного Скруджу лекарства изменит абсолютно всё? | 18 сентября 1989 |
| 77. | День карманных денег (Среда, четверг, суббота)              | Allowance Day                         | Тройняшки хотят купить себе скутер, но у них не хватает сбережений, а Скрудж принципиально отказывается давать им карманные деньги заранее. Тогда Билли, Вилли и Дилли решают убедить его, что следующий день - не пятница, а суббота. Только они даже не подозревают, к каким последствиям это приведёт. | 19 сентября 1989 |
| 78. | Баббео и Джульетта                                          | Bubbeo & Juliet                       | По соседству со Скруджем поселяется семейство, разбогатевшее после выигрыша в лотерею. Скрудж тут же невзлюбил новых соседей, в то время как их дочка Джули и Бабба познакомились в школе и понравились друг другу. | 20 сентября 1989 |
| 79. | Три добрых мамочки (Славные мамаши)                         | The Good Muddahs                      | Сёстры Гавс (двоюродные сёстры братьев Гавс) похищают Поночку, чтобы потребовать у Скруджа выкуп. Одного они не учли: Поночка хоть и милашка, но в обиду себя не даст. | 21 сентября 1989 |
| 80. | Моя мама ясновидящая (Моя мама экстрасенс)                  | My Mother, the Psychic                | Миссис Крякшелл после удара током получает способность видеть будущее. Скрудж, не теряя времени, начинает пользоваться её предсказаниями, чтобы извлекать выгоду из финансовых операций. Разумеется, Гломгольд быстро замечает подозрительное везение конкурента и намеревается выяснить, в чём дело. | 22 сентября 1989 |
| 81. | Металлические страсти (Природный магнетизм)                 | Metal Attraction                      | Чтобы помочь миссис Клювдии, которая уже не в состоянии справиться со всеми домашними делами, Винт Разболтайло создает робота-горничную Робо́тику, которая умеет не только работать, но и испытывать различные чувства — к примеру, любовь. Поэтому неудивительно, что через некоторое время она влюбляется в Уткоробота Гизмо, у которого и так проблем в личной жизни хватает — ведь Фэнтон никак не может найти правильный подход к Гэндре Ди. А тут еще и Роботика со своими чувствами появляется, угрожая уничтожить и Гэндру, и денежный бункер Скруджа! | 2 ноября 1989    |
| 82. | Денежная инфляция (Лёгкие деньги)                           | Dough Ray Me                          | Винт изобретает дублирующий луч. Племянники тут же решают им воспользоваться, чтобы скопировать монету и как следует повеселиться, но оказывается, что обработанные лучом объекты дублируются каждый раз, когда раздаётся звон... В результате город не только оказывается завален одинаковыми монетами, но и финансовая ситуация становится крайне рискованной. | 3 ноября 1989    |
| 83. | Великое прозрение Бабби (Бабба - великий мыслитель)         | Bubba’s Big Brainstorm                | Баббины успехи в школе оставляют желать лучшего, поэтому его пытаются сделать умнее при помощи специального шлема. И действительно, Бабба стал умнеть на глазах, но стал жутким занудой. | 6 ноября 1989    |
| 84. | Великое надувательство                                      | The Big Flub                          | Фэнтон Крякшелл очень хочет получить более высокую должность в предприятии Макдака, поэтому создает огромный ажиотаж вокруг еще невыпущенного продукта. Все хотят заполучить этот новый товар, поэтому Фэнтону приходится пустить в производство новейшее изобретение Винта Разболтайло, которое, возможно, имеет побочные эффекты. | 7 ноября 1989    |
| 85. | Неопознанный летающий герой                                 | A Case of Mistaken Secret Identity    | Все знают, как тяжело хранить тайну. А теперь представьте, как трудно Фэнтону, который не может сказать Даксбургу, что он и есть на самом деле робот-герой. Да тем более, когда город решил, что утка-герой в костюме робота это Зигзаг, и все лавры теперь достаются ему, а не Фэнтону. Но так ли нужен костюм суперутки для того, чтобы стать настоящим героем?.. | 8 ноября 1989    |
| 86. | Скрудж — синий воротничок (Скрудж против Скруджа)           | Blue Collar Scrooge                   | В результате несчастного случая Скрудж получил сильный удар по голове — теперь Макдак не помнит, как его зовут и кто он такой. Этого «бездомного» приютила миссис Крякшелл в свой трейлер, даже подозревая, что на самом деле ее жилец обладает огромным состоянием. Чтобы хоть как-то свести концы с концами, Скрудж устраивается работать к самому себе на фабрику, которую планировал продать конкурентам, а всех работников уволить. Теперь у него появилась отличная возможность увидеть себя со стороны.                                                | 9 ноября 1989    |
| 87. | Гавсомания                                                  | Beaglemania                           | Братья Гавс собирались ограбить популярное музыкальное шоу, а в итоге выиграли рок-н-ролл конкурс, и теперь, о ужас, Скруджу, как главному продюсеру Даксбурга, который работает с новыми талантами, придется сотрудничать с братьями Гавс, которые в одночасье стали популярны. Слава и популярность очень сильно изменила братьев Гавс, поэтому Скруджу приходится сотрудничать с мамашей Гавс, которая тоже не очень довольна новым занятием сыновей, чтобы свергнуть бывших бандитов с музыкального олимпа.                                               | 10 ноября 1989   |
| 88. | Юные воротилы бизнеса (Маленькие воротилы большого бизнеса) | Yuppy Ducks                           | Скрудж очень много работает, поэтому и не удивительно, что он заболел. Кто же теперь будет руководить всем его бизнесом?.. Недолго думая, Билли, Вилли и Дилли берут ситуацию в свои руки. И что самое удивительное, у них все получается — они сумели сделать парочку выгодных сделок. Но утята и не догадываются, что одно неправильное решение — и все состояние Скруджа может исчезнуть. | 13 ноября 1989   |
| 89. | Бесприданница                                               | The Bride Wore Stripes                | Мамаша Гавс наконец-то придумала идеальный способ завладеть деньгами Скруджа — ей просто надо стать женой Макдака. Кажется, что это невозможно, но для мамаши Гавс нет никаких преград, и вскоре она поселяется в поместье Скруджа. Как же выгнать ее оттуда, ведь при разводе половина имущества Скруджа уйдет к мамаше Гавс? | 14 ноября 1989   |
| 90. | Суперпрочное стекло                                         | The Unbreakable Bin                   | Винт Разболтайло изобрел новый вид стекла — оно не бьется. Теперь-то деньги Макдака (в том числе и его первая монетка) в безопасности, стекло до такой степени устойчивое, что от услуг Уткоробота можно отказаться. Но Магика де Гипноз знает секрет этого стекла — его все-таки можно разбить. | 15 ноября 1989   |
| 91. | Гигантомания                                                | Attack of the Fifty-Foot Webby        | По Даксбургу пролетел слух — в джунглях была замечена гигантская Длиннохвостая Горилла — просто идеальный экспонат для зоопарка Макдака! Поэтому Скрудж с ребятами отправляется в джунгли на поиски гиганта. Однако, по воле случая, Поночка оказывается в этих джунглях и превращается в еще большего гиганта, нежели горилла. Теперь владелец цирка Счастливый Джек, который планировал схватить гориллу, решает украсть и Поночку впридачу — ведь два гиганта на арене цирка лучше, чем один!                                                              | 16 ноября 1989   |
| 92. | Селезень в маске                                            | The Masked Mallard                    | Нечистый на руку журналист пытается опозорить Скруджа при любой возможности. Скрудж решает примерить на себя роль супергероя, чтобы опровергнуть эти заявления, но вскоре оказывается, что в городе орудует вор в таком же костюме. Теперь Скрудж ищет способ и вывести самозванца на чистую воду, и очистить своё доброе имя. | 17 ноября 1989   |
| 93. | День Святого Валентина                                      | A DuckTales Valentine (Amour or Less) | В затонувшем храме богини любви Афродаки Скрудж нашел легендарные стрелы Купидона, которые могут заставить любую утку влюбиться в кого угодно. И надо же такому случиться, что из-за этих стрел в Макдака влюбляется сама Афродаки, а затем и Скрудж в нее. Но у любвеобильной богини остался муж на горе Олимп — грозный Вулкан, который готов сойти с Олимпа на землю, лишь бы вернуть свою суженную, а заодно и стрелы Купидона! | 11 февраля 1990  |

### Фильм (1990)
| Заголовок                      | Режиссер   | Сценарист    | Дата выхода в США |
| ------------------------------ | ---------- | ------------ | ----------------- |
| Утиные Истории: Заветная лампа | Боб Хэткок | Алан Бернетт | 3 августа 1990    |

### Четвёртый сезон (1990)
| №    | Русское название              | Оригинальное название       | Сюжет | Трансляции в США |
| ---- | ----------------------------- | --------------------------- | --- | ---------------- |
| 94.  | Утки высокого полёта          | Ducky Mountain High         | Скрудж Макдак отправляется на вырубку леса, в котором растут золотые деревья, однако эта территория принадлежит не ему, а его старой любви — Золотце Голди. Теперь Скруджу предстоит тяжелая схватка — о золотых деревьях также узнал пройдоха Гломгольд, и теперь им приходится состязаться за право вырубки леса с золотыми деревьями. Но Гломгольд решает не терять время на честную схватку и обращается к местным родственникам братьев Гавс, чтобы те помешали Скруджу и утятам!                                                                        | 10 сентября 1990 |
| 95.  | Атака металлических клещей    | Attack of the Metal Mites   | Ученые Гломгольда изобрели маленьких жучков, которые поедают металл в огромных количествах. А Гломгольд уже давно мечтал, чтобы деньги Скруджа кто-нибудь съел, поэтому он поручает мелкому воришке Дижону доставить клещей в деньгохранилище Макдака, но жучки вырываются на свободу и начинают съедать весь металл на своем пути. Теперь их не сможет остановить даже Уткоробот Гизмо, ведь его самого легко могут съесть! | 18 сентября 1990 |
| 96.  | Селезень, который много знал  | The Duck Who Knew Too Much  | Фэнтон Крякшелл втайне от Скруджа Макдака отправился в отпуск на горнолыжный курорт в Шкрякцарию. Но отдохнуть у него так и не получилось, ведь это место просто кишит различными шпионами и бандитами, которые планируют украсть золото Скруджа. Что же делать бедняге Фэнтону, ведь свой костюм Уткоробота он оставил дома? Да, в такую перепалку утки не попадали уже давно. | 26 сентября 1990 |
| 97.  | Атакуют супердети             | New Gizmo-Kids on the Block | Миссис Крякшелл решает получить титул Матери Года и поэтому затеяла большую стирку, в результате которой уменьшила костюм Уткоробота. Мало того, что она уменьшила костюм, так она еще его и потеряла. Кто же теперь будет спасать Даксбург от братьев Гавс?.. Скорее всего те, кому уменьшенный костюм Уткоробота подойдет по размеру — например, племянникам Скруджа и Поночке! Теперь они — главные защитники города! | 5 ноября 1990    |
| 98.  | Последнее приключение Скруджа | Scrooge’s Last Adventure    | Скрудж перепутал своего доктора с доктором Глокенсбергом — часовым мастером — поэтому решает, что ему осталось жить всего лишь два дня. Когда его не станет, кто будет охранять деньги от братьев Гавс? Поэтому после долгих раздумий Скрудж не без помощи Фэнтона решает все свои деньги из бункера переместить в компьютер, на банковский счет. Однако случился сбой, и все деньги Скруджа пропали в просторах компьютерных сетей. Макдак решает отправиться в путешествие по компьютеру — ведь терять ему уже нечего, это будет его последнее путешествие. | 17 ноября 1990   |
| 99.  | Золотой гусь (Часть 1)        | The Golden Goose (Part 1)   | Угадайте, кого встретил Скрудж с утятами в далеком Крякладеше?.. Флинтхарда Гломгольда вместе с братьями Гавс, которые задумали похитить у монахов братства Гуся волшебную статую Золотого Гуся, который может превратить что угодно в золото! Благодаря мелкому воришке Дижону, фигурка оказывается у Скруджа, и очень скоро тот раскрывает секрет золотоносной находки — поэтому начинает все подряд превращать в золото. Но подумал ли он о том, что Гусь в плохих руках может ненароком превратить в золото даже кого-нибудь из семьи Скруджа?..          | 27 ноября 1990   |
| 100. | Золотой гусь (Часть 2)        | The Golden Goose (Part 2)   | Случилось то, чего священник Пупон больше всего боялся — Золотой Гусь ожил и стал превращать все, что попадется ему на пути — будь то резиновая покрышка или живая утка — в золото! Если Гуся не поймать и не погрузить на фонтан в Крякладеше, то скоро и вся Земля со всей живностью превратится в один большой кусок золота. На этот раз Скрудж со своей жадностью зашел уж слишком далеко. | 28 ноября 1990   |

## Утиные истории (2017-2021)
| Короткометражки | Короткометражки | 6  | 9 июня 2017     | 16 июня 2017     |
|                 | 1               | 23 | 12 августа 2017 | 18 августа 2018  |
|                 | 2               | 24 | 20 октября 2018 | 12 сентября 2019 |
|                 | 3               | 22 | 4 апреля 2020   | 15 марта 2021    |

### Первый сезон (2017—2018)
| № в сериале | № в сезоне | Русскоязычное название                        | Оригинальное название                          | Дата выхода в США | Производственный код |
| --- | ---------- | --------------------------------------------- | ---------------------------------------------- | ----------------- | -------------------- |
| 1 | 1          | Навстречу приключениям/К Атлантиде и обратно. | Woo-oo!                                        | 12 августа 2017   | 101-102              |
| Дональд Дак отвозит своих племянников к Скруджу МакДаку, самому богатому селезню в городе. Никто из них не представляет, к каким событиям это приведёт. К Атлантиде и обратно.Скрудж берёт племянников с собой на поиски Атлантиды, но он и не догадывается, что по пятам за ним устремляется его давний соперник Флинтхарт Гломгольд. |            |                                               |                                                |                   |                      |
| 2 | 2          | Злосчастная экскурсия                         | Daytrip of Doom!                               | 23 сентября 2017  | 103                  |
| Близнецы решают пойти в игродом "Фанзо" и берут Поночку с собой. |            |                                               |                                                |                   |                      |
| 3 | 3          | Погоня за заветной монеткой                   | The Great Dime Chase!                          | 23 сентября 2017  | 105                  |
| Вилли и Поночка в поиске ответов о Делле Дак отправляются в Архив Даков, а Дилли предстоит узнать о ценности труда в достижении награды. |            |                                               |                                                |                   |                      |
| 4 | 4          | День рождения в духе Гавсов                   | The Beagle Birthday Massacre!                  | 30 сентября 2017  | 106                  |
| Братья отправляются в морское путешествие, а Поночка, оставшись в одиночестве на берегу встречает Лину. Девочки попадают на вечеринку семейки Гавс, которые объявляют на подруг охоту. |            |                                               |                                                |                   |                      |
| 5 | 5          | Страшные терра-фирмиане                       | Terror of the Terra-firmians!                  | 7 октября 2017    | 107                  |
| После похода в кинотеатр, Лина, Поночка и Билли сбегают от остальных и отправляются в заброшенные туннели метро на поиски загадочных Терра-фирмиан. |            |                                               |                                                |                   |                      |
| 6 | 6          | Дом везучего гусака                           | The House of the Lucky Gander!                 | 14 октября 2017   | 108                  |
| Компания Скруджа МакДака летит в город Макау на призыв о помощи от Глэдстоуна, отправленного Дональду. Героям придётся столкнутся с вампиром удачи и азарта Люи Хаем, противостоять его соблазнам и принять пари, чтобы освободить Глэдстоуна и выбраться самим.                                                                       |            |                                               |                                                |                   |                      |
| 7 | 7          | Жуткая стажировка у Марка Клювса!             | The Infernal Internship of Mark Beaks!         | 21 октября 2017   | 109                  |
| Билли и Вилли встречают своего кумира миллиардера Марка Клювса и приходят к нему на стажировку. Тем временем Сокол Грейвс нанят украсть проект "Та-да!", но и ему, и братьям предстоит узнать больше правды о проекте и его создателе.                                                                                                 |            |                                               |                                                |                   |                      |
| 8 | 8          | Живые мумии Тота-Ра                           | The Living Mummies of Toth-Ra!                 | 28 октября 2017   | 110                  |
| Скрудж МакДак исследует египетские пирамиды вместе с детьми и Зигзагом. Им предстоит встретить живых мумий, поклоняющихся богу Солнца - Тота-Ра, а тем временем Дилли с Поночкой узнают тайну древнего бога. |            |                                               |                                                |                   |                      |
| 9 | 9          | Непокорная вершина Невереста                  | The Impossible Summit of Mt. Neverrest!        | 2 декабря 2017    | 111                  |
| Скрудж с компанией прибывает в Непал, чтобы покорить одну из самых опасных вершин - гору Неверест. При восхождении путешественники столкнутся с прошлым и будущим горы, и сделают выбор: риск или отступление. |            |                                               |                                                |                   |                      |
| 10 | 10         | Копьё Селены                                  | The Spear of Selene!                           | 4 мая 2018        | 112                  |
| Вилли и Поночка продолжают поиски информации о Делле Дак. Вместе со Скруджем и остальными они прибывают в Грецию в Храм Героев. А Дональд и Скрудж встречают старых друзей и врагов. |            |                                               |                                                |                   |                      |
| 11 | 11         | Осторожно: М.О.Д.У.С.!                        | Beware the B.U.D.D.Y. System!                  | 11 мая 2018       | 114                  |
| Марк Клювс изобрёл первый автономный автомобиль с роботом, заменяющим водителя. Зигзаг бросает вызов новой технологии, но система даёт сбой. Только герой может всё исправить. |            |                                               |                                                |                   |                      |
| 12 | 12         | Тайны гольфа                                  | The Missing Links of Moorshire!                | 18 мая 2018       | 113                  |
| Между Флинтхартом Гломгольдом и Скруджем МакДаком пройдёт противостояние в гольфе. Совершенно случайно участники попадают в магическою игру древних друидов. Скруджу придётся научиться доверять новичку и смириться со своей гордыней, так как от их победы зависят не только исход матча, но и их жизни.                             |            |                                               |                                                |                   |                      |
| 13 | 13         | Макдак и Макпризрак                           | McMystery at McDuck McManor!                   | 25 мая 2018       | 111                  |
| У Скруджа день рождения, и племянники решают организовать настоящий праздник, однако в разгар вечеринки именинник неожиданно исчезает, а все двери из комнаты заперты. Братьям предстоит разгадать загадку исчезновения Скруджа, ведь у каждого гостя есть мотив.                                                                      |            |                                               |                                                |                   |                      |
| 14 | 14         | Челюсти!                                      | JAW$!                                          | 16 июня 2018      | 116                  |
| Магика с помощью Лины пытается заполучить Первую монету Скруджа. Для этого Лина подбрасывает в Хранилище магический амулет, превращающийся в акулу. Это приводит к непредвиденным событиям. |            |                                               |                                                |                   |                      |
| 15 | 15         | Золотая лагуна Белострадальных равнин!        | The Golden Lagoon of White Agony Plains!       | 23 июня 2018      | 117                  |
| Скрудж в поисках легендарной Золотой Лагуны объединяет усилия со своей давней компаньонкой Голди, не подозревая, на кого она работает. |            |                                               |                                                |                   |                      |
| 16 | 16         | Из конфиденциального досье на Агента 22!      | Day of the Only Child!                         | 30 июня 2018      | 115                  |
| Миссис Клювдии и Скруджу предстоит столкнуться с врагом из могущественной организации из прошлого и победить его в настоящем. Поночке выпадает шанс проявить себя и показать все навыки, каким научила её бабушка. |            |                                               |                                                |                   |                      |
| 17 | 17         | День без братьев                              | From the Confidential Casefiles of Agent 22!   | 7 июля 2018       | 118                  |
| Вилли давно уже планировал День единственного ребёнка, и братья отмечают его врозь. Однако, чтобы противостоять врагам, им придётся осознать, что сила в единстве. |            |                                               |                                                |                   |                      |
| 18 | 18         | Загадочный Уткоробот                          | Who is Gizmoduck?!                             | 14 июля 2018      | 121                  |
| Предотвратив ограбление банка, Фэнтон неожиданно узнаёт, что он герой и начинает поиски себя как героя попутно осваивая костюм. Он попадает под влияние Марка Клювса, мечтающего завладеть Уткороботом. |            |                                               |                                                |                   |                      |
| 19 | 19         | Секретное хранилище Скруджа МакДака!          | The Other Bin of Scrooge McDuck!               | 21 июля 2018      | 120                  |
| Магика продолжает попытки захватить заветную монету Скруджа. Для этого Лина, ночующая в поместье, уговаривает Поночку отправиться на поиски монеты в Другом хранилище Скруджа. Лине предстоит пережить свой самый ужасный кошмар. |            |                                               |                                                |                   |                      |
| 20 | 20         | Воздушные пираты... в воздухе!                | Sky Pirates...in the Sky!                      | 28 июля 2018      | 119                  |
| Самолёт Скруджа сбился с пути и попадает в лапы к воздушным пиратам во главе с Доном Карнажем. Вилли обижен на семью: от него отмахиваются и игнорируют. Он отправляется к пиратам, намереваясь вернуть, украденную и дорогую для него, шапку.                                                                                         |            |                                               |                                                |                   |                      |
| 21 | 21         | Секрет(ы) замка МакДаков!                     | The Secret(s) of Castle McDuck!                | 4 августа 2018    | 122                  |
| Скрудж отправляется в Шотландию, надеясь найти легендарное сокровище Ордена Тамплиеров, но для этого ему нужно найти общий язык со своим отцом. Вилли не оставляет поисков информации о своей матери. Ему придётся довериться своим братьям и принять их помощь, чтобы разгадать тайны подземелий замка МакДаков.                      |            |                                               |                                                |                   |                      |
| 22 | 22         | Последнее крушение «Метеора»!                 | The Last Crash of the Sunchaser!               | 11 августа 2018   | 123                  |
| Семья Даков отправляется в Монакро, чтобы найти редчайшую реликвию - Мальтийский Макгаффин, однако благодаря пилотированию Скруджа самолёт застревает на вершине каменистого пика. Вилли, Билли, Дилли и Поночка близки к тому, чтобы разгадать загадку Копья Селены и выяснить правду о Делле Дак.                                    |            |                                               |                                                |                   |                      |
| 23 | 23         | Война теней. Часть 1: Тёмный час Де Гипноз!   | The Shadow War. Part 1: The Night of De Spell! | 18 августа 2018   | 124                  |
| Семья Скруджа разобщена. Мальчики всё ещё таят обиду, а Скрудж впал в депрессию из-за того, что семья его бросила. Близится затмение, и Магика планирует как можно быстрее заполучить заветный гривенник Скруджа. |            |                                               |                                                |                   |                      |
| 24 | 24         | Война теней. Часть 2: Светлый миг уток!       | The Shadow War. Part 2: The Day of the Ducks!  | 18 августа 2018   | 125                  |
| Магика обрела свободу и былую магическую силу, Скрудж сам становится пленником своей монеты. Для исполнения своих планов мести, колдунья призывает армию теней. Чтобы освободить Скруджа и одержать победу над Магикой и её армией, семье Даков придётся объединиться под одним знаменем.                                              |            |                                               |                                                |                   |                      |

### Второй сезон (2018—2019)
| № в сериале | № в сезоне | Русскоязычное название               | Оригинальное название                  | Дата выхода в США | Производственный код |
| --- | ---------- | ------------------------------------ | -------------------------------------- | ----------------- | -------------------- |
| 24 | 1          | Опасные игры... в кругу семьи!       | The Most Dangerous Game...Night!       | 20 октября 2018   | 201                  |
| Ночь игр. Герои попадают внутрь игры. Им предстоит столкнуться с уменьшающими лучами, варварскими племенами и нездоровой конкуренцией. |            |                                      |                                        |                   |                      |
| 25 | 2          | Глубокие познания кузена Лаптли!     | The Depths of Cousin Fethry!           | 27 октября 2018   | 202                  |
| Билли и Вилли втянуты в злоключения своего дальнего родственника - кузена Фетри Дака, который берёт их исследовать глубоководную лабораторию Скруджа.                                                                                      |            |                                      |                                        |                   |                      |
| 26 | 3          | Баллада о Дюке Приманке!             | The Ballad of Duke Baloney!            | 3 ноября 2018     | 203                  |
| После своего исчезновения, Гломгольд возвращается с невиданным прежде коварством, пока Поночка и Дилли пытаются раскрыть правду о том, кто же такой Дюк Балони.                                                                            |            |                                      |                                        |                   |                      |
| 27 | 4          | Город, где все были очень вежливы!   | The Town Where Everyone Was Nice!      | 10 ноября 2018    | 204                  |
| Дональд воссоединится со своими старыми друзьями из группы "Три Кабальеро", в то время как его семья селится в бразильском городке с тёмной тайной.                                                                                        |            |                                      |                                        |                   |                      |
| 28 | 5          | Журакл в Дакбурге!                   | Storkules in Duckburg!                 | 17 ноября 2018    | 205                  |
| Дилли призывает Журакла для своего профессионального бизнеса по уничтожению чудовищ, в то время как Журакл сталкивается с самой большой проблемой: быть соседом по комнате Дональда.                                                       |            |                                      |                                        |                   |                      |
| 29 | 6          | Минувшее Рождество!                  | Last Christmas!                        | 1 декабря 2018    | 206                  |
| В канун Рождества Скруджа навещают призраки Прошлого, Настоящего и Будущего, а Вилли затеряется во времени и вместе с молодым Дональдом отправится на поиски своей мамы на Рождество.                                                      |            |                                      |                                        |                   |                      |
| 30 | 7          | Что же произошло с Деллой Дак?!      | What Ever Happened to Della Duck?!     | 9 марта 2019      | 207                  |
| Попав в космический шторм, Делла терпит крушение на Луне. Что с ней стало после этого и как она выживала, расскажет сама Делла в своём видеодневнике.                                                                                      |            |                                      |                                        |                   |                      |
| 31 | 8          | Истинная ценность найденной лампы!   | Treasure of the Found Lamp!            | 7 мая 2019        | 209                  |
| Пока мальчики прочёсывают Дакбург в поисках пропавшего артефакта, Скрудж и Поночка вводят в заблуждение воителя, с которым они устраивают не совсем честные поиски.                                                                        |            |                                      |                                        |                   |                      |
| 32 | 9          | Разбойник Скрудж МакДак!             | The Outlaw Scrooge McDuck!             | 8 мая 2019        | 210                  |
| На Старом Западе Скрудж и Голди образуют банду преступников и устраивают ограбление, чтобы спасти маленький городок от коррумпированного бизнесмена Джона Д. Рокердака.                                                                    |            |                                      |                                        |                   |                      |
| 33 | 10         | Пропавшие 87 центов!                 | The 87 Cent Solution!                  | 9 мая 2019        | 211                  |
| Дети должны остановить нездоровую одержимость Скруджа несколькими недостающими монетами, чтобы он не стал следующим Гломгольдом. |            |                                      |                                        |                   |                      |
| 34 | 11         | Золотое копьё!                       | The Golden Spear!                      | 10 мая 2019       | 212                  |
| Пока Делла восстанавливает свой корабль, Пенумбра убеждается, что Делла планирует атаку. Между тем, сон Дональда продолжают прерывать приключения.                                                                                         |            |                                      |                                        |                   |                      |
| 35 | 12         | Ничто не остановит Деллу Дак!        | Nothing Can Stop Della Duck!           | 13 мая 2019       | 213                  |
| Делла воссоединяется со своей семьей, но ей тяжело перестраиваться. Во время разглагольствования о том, как стать лучшей матерью, она случайно активирует «Золотого великана», золотого робота Эльдорадо, которого она победила в детстве. |            |                                      |                                        |                   |                      |
| 36 | 13         | С днём рождения, Дуфус Дрейк!        | Raiders of the Doomsday Vault!         | 14 мая 2019       | 214                  |
| Дилли объединяется с Голди, чтобы проникнуть на опасную вечеринку Дуфуса, в то время как Билли вынужден выйти из зоны комфорта в своей любимой онлайн-игре.                                                                                |            |                                      |                                        |                   |                      |
| 37 | 14         | Дружба магии не терпит!              | Friendship Hates Magic!                | 15 мая 2019       | 208                  |
| Застряв среди теней, Лина пытается защитить Поночку от её новой подозрительной подруги Вайолет во время сверхъестественной ночёвки. |            |                                      |                                        |                   |                      |
| 38 | 15         | Опасные эксперименты с Гэндрой Ди!   | The Dangerous Chemistry of Gandra Dee! | 16 мая 2019       | 215                  |
| С помощью Билли и Понки, Фэнтон и приглашает ее в свою лабораторию учёного-панк-рокера Гендру Ди, не подозревая, что она работает на того, кто хочет заполучить костюм Уткоробота.                                                         |            |                                      |                                        |                   |                      |
| 39 | 16         | Покорители хранилища судного дня!    | The Duck Knight Returns!               | 17 мая 2019       | 216                  |
| Вилли хочет проявить себя, исследуя замороженную крепость в поисках семян денежного дерева, Гломгольд похищает Скруджа, чтобы найти их первым.                                                                                             |            |                                      |                                        |                   |                      |
| 40 | 17         | Что же произошло с Дональдом Даком?! | What Ever Happened to Donald Duck?!    | 3 сентября 2019   | 218                  |
| Дональд и Пенумбра должны выйти из Лунной тюрьмы и послать предупреждение Земле о надвигающемся вторжении. Вилли и Поночка должны раскрывать зловещий заговор, направленный против их семьи.                                               |            |                                      |                                        |                   |                      |
| 41 | 18         | Золотой арсенал Корнелиуса Кута!     | Happy Birthday, Doofus Drake!          | 4 сентября 2019   | 217                  |
| Поночка ведёт ребят на гонки против братьев Гавс, чтобы найти тайное сокровище, скрывая при этом свой собственный секрет. Делла вынуждена учить Зигзага, как на самом деле нужно управлять самолётом.                                      |            |                                      |                                        |                   |                      |
| 42 | 19         | Кошмар на Трагическом холме!         | A Nightmare on Killmotor Hill!         | 5 сентября 2019   | 219                  |
| Дети втянуты в мир, созданный из их самых жутких кошмаров. Худший кошмар Лины сбывается, когда Магика Де Гипноз возвращается, чтобы вернуть себе то, что ей принадлежит.                                                                   |            |                                      |                                        |                   |                      |
| 43 | 20         | Возвращение утиного рыцаря!          | The Golden Armory of Cornelius Coot!   | 6 сентября 2019   | 220                  |
| Скрудж и Вилли собираются снимать фильм про "Чёрного Плаща", в это время Зигзаг объединяется с оригинальным Чёрным Плащом (Джим Дроздлинг), чтобы остановить съёмки.                                                                       |            |                                      |                                        |                   |                      |
| 44 | 21         | Хроноган!                            | Timephoon!                             | 9 сентября 2019   | 221                  |
| Когда Дилли использует Ванну Времени Винта для кражи потерянных сокровищ из прошлого, таинственный шторм в настоящем посылает всё пространство и время вниз на особняк Скруджа.                                                            |            |                                      |                                        |                   |                      |
| 45 | 22         | Истории Гломгольда!                  | GlomTales!                             | 10 сентября 2019  | 222                  |
| Гломгольд собирает свою собственную команду, состоящую из самых величайших злодеев Скруджа, чтобы раз и навсегда победить его семью. |            |                                      |                                        |                   |                      |
| 46 | 23         | Богатейший селезень в мире!          | The Richest Duck in the World!         | 11 сентября 2019  | 223                  |
| Дилли, Скрудж и Зен Совенсон должны сбежать от неудержимого монстра, проклятого, чтобы выследить и уничтожить самую богатую утку в мире.                                                                                                   |            |                                      |                                        |                   |                      |
| 47 | 24         | Лунное вторжение! Часть 1            | Moonvasion! Part I                     | 12 сентября 2019  | 224                  |
| Лунные захватчики вторгаются в Дакбург, заставляя Скруджа объединить свои силы с маловероятным союзником в попытке спасти Землю. В это время Делла с детьми ищут союзников по всему миру.                                                  |            |                                      |                                        |                   |                      |
| 47 | 24         | Лунное вторжение! Часть 2            | Moonvasion! Part II                    | 12 сентября 2019  | 225                  |
| Войско Скруджа потерпело поражение, сам Скрудж вынужден скрываться, а Делла с детьми застряла на необитаемом острове. Лунарис начинает претворять свой план в жизнь.                                                                       |            |                                      |                                        |                   |                      |

### Третий сезон (2020—2021)
| № в сериале | № в сезоне | Русскоязычное название                      | Оригинальное название                                    | Дата выхода      | Производственный код |  |
| --- | ---------- | ------------------------------------------- | -------------------------------------------------------- | ---------------- | -------------------- |  |
| 48 | 1          | Вызов для старших Юных Сурков!              | Challenge of the Senior Junior Woodchucks!               | 4 апреля 2020    | 303                  |  |
| Билли соревнуется с Вайолет в испытаниях за звание старшего Юного Сурка, пока Скрудж и его семья ищут скрытое сокровище Юных Сурков.                                                                        |            |                                             |                                                          |                  |                      |  |
| 49 | 2          | Кряк-Бряк!                                  | Quack Pack!                                              | 4 апреля 2020    | 304                  |  |
| Семья сама не своя, когда обнаруживает, что их величайшая в жизни фотосессия может пойти не так, и её члены понимают, что с этого момента их проблемы становятся намного больше.                            |            |                                             |                                                          |                  |                      |  |
| 50 | 3          | Утка-два-нуля: Разбиваешься только дважды!  | Double-O-Duck in You Only Crash Twice!                   | 11 апреля 2020   | 305                  |  |
| Шпионская видеоигра становится очень опасной, так как Зигзаг и Вилли должны сорвать планы агента Стального Клюва из В. А. О. Н. по уничтожению Дакбурга.                                                    |            |                                             |                                                          |                  |                      |  |
| 51 | 4          | Потерянная арфа Мирваны!                    | The Lost Harp of Mervana!                                | 18 апреля 2020   | 306                  |  |
| Семья присоединяется к дзенскому русалочьему обществу, чтобы найти потерянную арфу, но Дилли убеждён, что, казалось бы, ни в чём неповинные русалки имеют свои собственные злодейские планы.                |            |                                             |                                                          |                  |                      |  |
| 52 | 5          | Одиннадцать друзей Дилли!                   | Louie’s Eleven!                                          | 25 апреля 2020   | 307                  |  |
| Дилли планирует аферу на высококлассной вечеринке, чтобы «Три Кабальеро» могли выступить, пока Дональд пытается обойти строгого организатора вечеринки.                                                     |            |                                             |                                                          |                  |                      |  |
| 53 | 6          | Астро К.Р.О.К.!                             | Astro B.O.Y.D.!                                          | 2 мая 2020       | 308                  |  |
| Билли, Винт и Фэнтон вместе со сломанным К. Р. О. К.ом отправляются в Японию, в лабораторию, где он был создан.                                                                                             |            |                                             |                                                          |                  |                      |  |
| 54 | 7          | Предвестие Рагнарёка!                       | The Rumble for Ragnarok!                                 | 9 мая 2020       | 309                  |  |
| Вилли должен найти в себе стержень, чтобы обыграть любимого чемпиона-борца викингов Ёрмунганда. |            |                                             |                                                          |                  |                      |  |
| 55 | 8          | Призрак и колдунья!                         | The Phantom and the Sorceress!                           | 21 сентября 2020 | 310                  |  |
| Когда таинственный волшебный вор появляется в Дакбурге, Лина должна побороть своё прошлое и объединиться со своей вероломной тетей Магикой.                                                                 |            |                                             |                                                          |                  |                      |  |
| 56 | 9          | Они оставили Лунянина на Земле!             | They Put a Moonlander on the Earth!                      | 28 сентября 2020 | 311                  |  |
| Поночка собирается доказать, тоскующей по дому Затмению, что на Земле может быть весело, катаясь на подозрительном подарке Гломгольда Дакбургу, новейшем колесе «Флинтферрис Гломвил».                      |            |                                             |                                                          |                  |                      |  |
| 57 | 10         | Обман!                                      | The Trickening!                                          | 5 октября 2020   | 301                  |  |
| Дети отказываются от привычного «сладость или гадость» и вместо этого отправляются в самый жуткий дом с привидениями в Дакбурге, пока Зигзаг противостоит призракам прошлого.                               |            |                                             |                                                          |                  |                      |  |
| 58 | 11         | Запретный фонтан Фореверглейдс!             | The Forbidden Fountain of the Foreverglades!             | 12 октября 2020  | 312                  |  |
| Скрудж и Голди становятся подростками во время гонки с Рокердаком к Фонтану Молодости, в то время как соперничающие мальчишки раскрывают опасность весенних каникул в отеле.                                |            |                                             |                                                          |                  |                      |  |
| 59 | 12         | Ну-ка, от винта! Часть 1: Страж Сен-Канара! | Let's Get Dangerous! Part I: The St. Canardian Guardian! | 19 октября 2020  | 313                  |  |
| Во время расследования тёмного заговора, связанного с таинственным исчезновением одного из сотрудников Скруджа, у Чёрного Плаща появляется неожиданный союзник.                                             |            |                                             |                                                          |                  |                      |  |
| 59 | 13         | Ну-ка, от винта! Часть 2!                   | Let's Get Dangerous!                                     | 19 октября 2020  | 314                  |  |
| Вторая часть специального эпизода, продолжение событий первой части. |            |                                             |                                                          |                  |                      |  |
| 60 | 14         | Сбежать от невозможного!                    | Escape from the ImpossiBin!                              | 26 октября 2020  | 315                  |  |
| Пока В.А.О.Н. наступает на пятки, Скрудж тестирует новую систему безопасности "Денежное Хранилище" на Дилли и Делле, в то время как Клювдия и Поночка тренируют остальных для отражения вражеской атаки.    |            |                                             |                                                          |                  |                      |  |
| 61 | 15         | Разбитый меч Лебедьстантина!                | The Split Sword of Swanstantine!                         | 2 ноября 2020    | 316                  |  |
| Дети объединяются, чтобы найти недостающие части мистического меча, спрятанного на рынке, если только В.А.О.Н. не доберётся до них первым.                                                                  |            |                                             |                                                          |                  |                      |  |
| 62 | 16         | Новые Боги нашего района!                   | New Gods on the Block!                                   | 9 ноября 2020    | 317                  |  |
| Дети пытаются проявить себя на прослушивании, чтобы занять место Зевса среди греческих богов, в то время как Журакл мешает свиданию Дональда и Дейзи.                                                       |            |                                             |                                                          |                  |                      |  |
| 63 | 17         | Первое Приключение!                         | The First Adventure!                                     | 16 ноября 2020   | 318                  |  |
| Скрудж вынужден нянчиться с юными Дональдом и Деллой, во время их первого приключения, и найти могущественный артефакт, не подозревая, что Брэдфорд будет лично контролировать процесс.                     |            |                                             |                                                          |                  |                      |  |
| 64 | 18         | Битва за замок МакДаков!                    | The Fight for Castle McDuck!                             | 23 ноября 2020   | 319                  |  |
| Ожесточенная вражда между Скруджем и его сестрой Матильдой распространяется на остальную часть семьи, поскольку Фантом Блот пытается украсть бесценный артефакт и уничтожить замок МакДаков раз и навсегда. |            |                                             |                                                          |                  |                      |  |
| 65 | 19         | Как Санта украл Рождество!                  | How Santa Stole Christmas!                               | 30 ноября 2020   | 302                  |  |
| Скрудж объединяется со своим главным врагом, Санта Клаусом, чтобы спасти Рождество, в то время как Поночка обнаруживает правдивую историю их печально известной вражды.                                     |            |                                             |                                                          |                  |                      |  |
| 66 | 20         | Клювс в доспехах!                           | Beaks in the Shell!                                      | 22 февраля 2021  | 320                  |  |
| Билли пытается скрыть сверхсекретный эксперимент Фэнтона и Гендры (и их отношения) от мира, но Марк Клювс отчаянно хочет украсть доспехи Уткоробота.                                                        |            |                                             |                                                          |                  |                      |  |
| 67 | 21         | Пропавший груз Кита Ветрогона!              | The Lost Cargo of Kit Cloudkicker!                       | 1 марта 2021     | 321                  |  |
| Новый (но знакомый) помощник поможет найти сокровище на острове, полном монстров. |            |                                             |                                                          |                  |                      |  |
| 68 | 22         | Жизнь и Преступления Скруджа МакДака!       | The Life and Crimes of Scrooge McDuck!                   | 8 марта 2021     | N/A                  |  |
| В магическом суде кармы, враги Скруджа обвиняют его в том, что он делает их злыми. |            |                                             |                                                          |                  |                      |  |
| 69 | 23         | Последнее приключение! Часть 1              | The Last Adventure! Part 1                               | 15 марта 2021    | 326                  |  |
| Будущее приключений висит на волоске, поскольку Семья Даков раскрывает роковые секреты в финальном противостоянии с Всемирной Ассоциацией Отпетых Негодяев (В.А.О.Н.).                                      |            |                                             |                                                          |                  |                      |  |
| 69 | 24         | Последнее приключение! Часть 2              | The Last Adventure! Part 2                               | 15 марта 2021    | N/A                  |  |
| |            |                                             |                                                          |                  |                      |  |
| 69 | 25         | Последнее приключение! Часть 3              | The Last Adventure! Part 3                               | 15 марта 2021    | N/A                  |  |
| |            |                                             |                                                          |                  |                      |  |